# Президент Литовской Республики
Президе́нт Лито́вской Респу́блики (лит. Lietuvos Respublikos Prezidentas) — глава Литовской Республики. Президент представляет государство. Полномочия и статус президента Литовской Республики определяется в главе VI конституции Литвы, принятой на референдуме 25 октября 1992 года.
Избирается гражданами Литовской Республики всеобщим прямым тайным голосованием сроком на пять лет. Президентом может избираться гражданин Литвы по происхождению (лит. Lietuvos pilietis pagal kilmę), проживающий не менее трёх последних лет в Литве и возраста не менее сорока лет ко дню выборов.

## Вступление в должность
Избранный президент Республики приступает к исполнению своих обязанностей на следующий день после истечения срока полномочий президента Республики после того, как в Вильнюсе в присутствии представителей Народа — членов Сейма он приносит присягу Народу.

### Присяга
Я, (имя, фамилия), 
клянусь Народу хранить верность Литовской Республике и Конституции, уважать и исполнять законы, охранять целостность земель Литвы;
клянусь добросовестно исполнять свои обязанности и быть ко всем одинаково справедливым;
клянусь всеми силами укреплять независимость Литвы, служить Родине, демократии, на благо людей Литвы.
Да поможет мне Бог!
(Последняя фраза может не произноситься).
Оригинальный текст (лит.)Aš, (vardas, pavardė),
prisiekiu Tautai būti ištikimas Lietuvos Respublikai ir Konstitucijai, gerbti ir vykdyti įstatymus, saugoti Lietuvos žemių vientisumą;
prisiekiu sąžiningai eiti savo pareigas ir būti visiems lygiai teisingas;
prisiekiu visomis išgalėmis stiprinti Lietuvos nepriklausomybę, tarnauti Tėvynei, demokratijai, Lietuvos žmonių gerovei.
Tepadeda man Dievas!

## Полномочия
Президент определяет направление внешней политики и совместно с правительством осуществляет её, подписывает международные договоры и вносит их в Сейм для ратификации, по представлению правительства назначает и отзывает дипломатических представителей Литовской Республики в иностранных государствах и международных организациях; принимает верительные и отзывные грамоты дипломатических представителей иностранных государств.
Президент назначает очередные выборы Сейма, подписывает и обнародует принятые Сеймом законы (или возвращает их в Сейм), с одобрения Сейма назначает премьер-министра и утверждает состав правительства, по представлению премьер-министра назначает и освобождает министров.
Президент представляет в Сейм кандидатуры судей Верховного Суда, назначает судей Апелляционного суда; с одобрения Сейма назначает и освобождает генерального прокурора Литовской Республики; представляет в Сейм кандидатуры трёх судей Конституционного суда, кандидатуру государственного контролёра, председателя правления Банка Литвы; с одобрения Сейма назначает и освобождает командующего войсками и руководителя службы безопасности.
В случае вооружённого нападения, представляющего угрозу суверенитету или территориальной целостности государства, президент принимает решения о защите от вооружённой агрессии, о введении военного положения и мобилизации, представляя эти решения для утверждения на заседании Сейма. Президент может объявить чрезвычайное положение, представляя и это решение для утверждения на заседании Сейма.
Президент оказывает помилование осуждённым, предоставляет гражданство Литовской Республики, присваивает государственные награды, высшие воинские звания и высшие дипломатические ранги.

## История
Совет Литвы (Lietuvos Taryba), в конце 1918 году преобразованный в Государственный совет, учредил 4 апреля 1918 года должность президента и выбрал президентом Литовской Республики Антанаса Сметону. Конституция 1922 года и последующие также предусматривали должность президента, однако избираемого не всеобщим голосованием, а выбираемого Сеймом.

## Резиденция
Резиденция президента (Президентский дворец) расположена в Старом городе, в историческом центре Вильнюса рядом с Вильнюсским университетом в здании бывшего епископского дворца, впоследствии генерал-губернаторского дворца. В этом месте была построена резиденция первого виленского епископа в XVI веке. Она неоднократно перестраивалась. При последнем виленском епископе, занимавшем дворец, Игнатии Масальском реконструкцию части ансамбля дворца провёл архитектор Лауринас Гуцявичюс.
После разделов Речи Посполитой бывший епископский дворец становился местом пребывания русских императоров, великих князей, бывших или будущих государей, а также резиденцией литовских и виленских генерал-губернаторов: здесь короткое или продолжительное время жили Павел I (1796), Станислав Август Понятовский (1797), будущий Людовик XVIII (1804), М. И. Кутузов (1800—1801, 1809—1811, 1812), Наполеон и Александр I (1812).
В 1824—1832 годах дворец был перестроен по проекту петербургского архитектора В. П. Стасова (1769—1848) в стиле ампир и приобрёл нынешний вид. До начала XX века служил резиденцией виленских генерал-губернаторов. В 1898 году перед дворцом был воздвигнут памятник М. Н. Муравьёву (эвакуирован в 1915 году), в части дворцового ансамбля Кордегардии с 1906 года действовал Музей М. Н. Муравьёва.
В межвоенное двадцатилетие — репрезентационный Дворец Республики, в котором останавливался, в частности, Юзеф Пилсудский. После Второй мировой войны — Дом офицеров, со второй половины 1960-х годов — Дворец работников искусств. В 1995 году Дворец работников искусств был перемещён в здание ратуши, а дворец после ремонтных и реставрационных работ стал резиденцией президента.

## Президенты Литовской Республики
| №                                        | Срок                      | Фото                               | Президент (годы жизни)                 | Начало срока              | Конец срока                            | Партия                             | Продолжительность президентства (в днях) | Примечания |
| Президенты с 1919 по 1940                | Президенты с 1919 по 1940 | Президенты с 1919 по 1940          | Президенты с 1919 по 1940              | Президенты с 1919 по 1940 | Президенты с 1919 по 1940              | Президенты с 1919 по 1940          | Президенты с 1919 по 1940 | Президенты с 1919 по 1940 |
| ---------------------------------------- | ------------------------- | ---------------------------------- | -------------------------------------- | ------------------------- | -------------------------------------- | ---------------------------------- | --- | --- |
| 1(I)                                     | 2                         |                                    | Антанас Сметона (1874 – 1944)          | 4 апреля 1919             | 19 июня 1920                           |                                    | 442 | |
| 2                                        | 1                         |                                    | Александрас Стульгинскис (1885 – 1969) | 20 июня 1920              | 21 декабря 1922                        | 2178                               | Исполнял обязанности | |
| 3                                        | 1                         |                                    | Казис Гринюс (1866 – 1950)             | 7 июня 1926               | 18 декабря 1926                        | 194                                | | |
| —                                        |                           |                                    | Йонас Стаугайтис (1868 – 1952)         | 18 декабря 1926           | 19 декабря 1926                        | 1                                  | Исполнял обязанности | |
| 4 (II)                                   |                           |                                    | Антанас Сметона (1874 – 1944)          | 19 декабря 1926           | 15 июня 1940                           | 4927                               | Второй срок | |
| —                                        |                           |                                    | Антанас Меркис (1877 – 1955)           | 15 июня 1940              | 17 июня 1940                           | 2                                  | Исполнял обязанности | |
| Главы Литвы, боровшейся против оккупации |                           |                                    |                                        |                           |                                        |                                    | | |
| —                                        |                           |                                    | Йонас Жямайтис-Витаутас (1909 – 1954)  | 16 февраля 1949           | 26 ноября 1954                         |                                    | 2109 | 12 марта 2009 года Сеймом Литовской Республики признан главой боровшегося против оккупации Литовского государства, фактически исполнявшим обязанности президента страны |
| —                                        |                           | Адольфас Раманаускас (1918 – 1957) | 26 ноября 1954                         | 29 ноября 1957            |                                        | 1099                               | 20 ноября 2018 года Сеймом Литовской Республики признан главой боровшегося против оккупации Литовского государства, фактически исполнявшим обязанности президента страны | |
| Президенты с 1992 года                   |                           |                                    |                                        |                           |                                        |                                    | | |
| 5                                        | и.о.                      |                                    | Альгирдас Бразаускас (1932 – 2010)     | 25 ноября 1992            | 25 февраля 1993                        | Демократическая партия труда Литвы | 1918 | Исполнял обязанности |
| 5                                        | 1                         | 25 февраля 1993                    | Альгирдас Бразаускас (1932 – 2010)     | 25 февраля 1998           |                                        | Демократическая партия труда Литвы | 1918 | |
| 6 (I)                                    | 1                         |                                    | Валдас Адамкус (род. 1926)             | 25 февраля 1998           | 26 февраля 2003                        | Беспартийный                       | 1827 | |
| 7                                        | 1                         |                                    | Роландас Паксас (род. 1956)            | 26 февраля 2003           | 6 апреля 2004                          | Порядок и справедливость           | 405 | Досрочно отрешён от должности за грубые нарушения в конституции Литовской Республики                                                                                    |
| —                                        | и.о.                      |                                    | Артурас Паулаускас (род. 1953)         | 6 апреля 2004             | 12 июля 2004                           | Беспартийный                       | 97 | Временно исполнял обязанности |
| 8 (II)                                   | 2                         |                                    | Валдас Адамкус (род. 1926)             | 12 июля 2004              | 12 июля 2009                           | Беспартийный                       | 1826 | Второй срок |
| 9                                        | 1                         |                                    | Даля Грибаускайте (род. 1956)          | 12 июля 2009              | 25 мая 2014                            | Беспартийный                       | 3652 | |
| 9                                        | 2                         | 25 мая 2014                        | Даля Грибаускайте (род. 1956)          | 12 июля 2019              | Второй срок                            | Беспартийный                       | 3652 | |
| 10                                       | 1                         |                                    | Гитанас Науседа (род. 1964)            | 12 июля 2019              | Действующий глава Литовской Республики | Беспартийный                       | 2196 | |